# Hmong
Hmong sunt un popor asiatic de origine chinezească, care trăiește în Vietnam, Laos, Thailanda, și Myanmar.